# Sergueï Gaïdoutchenko
Sergueï Sergueïevitch Gaïdoutchenko - en russe Сергей Сергеевич Гайдученко (Sergej Sergeevič Gajdučenko), en anglais Sergei Gaiduchenko - (né le 6 juin 1989 à Kiev en URSS) est un joueur professionnel de hockey sur glace ukrainien. Il possède un passeport russe depuis 2005.

## Biographie

### Carrière en club
Formé à Kiev, il arrive très jeune à Iaroslavl. En 2006, il commence sa carrière avec l'équipe réserve du Lokomotiv Iaroslavl dans la Pervaïa liga, le troisième échelon russe. Il est choisi en 2007 au cours du repêchage d'entrée dans la Ligue nationale de hockey par les Panthers de la Floride en 7e ronde, en 202e position. Il est ensuite prêté au Metallourg Novokouznetsk avec qui il débute dans la Superliga. En 2008, il retourne au Lokomotiv. Le gardien Gueorgui Guelachvili parvient à s'imposer comme titulaire et Gaïdoutchenko devient sa doublure un an plus tard à la suite du départ du gardien numéro deux Sergueï Zviaguine. Le 4 juin 2010, il est échangé au HK CSKA Moscou en retour d'un choix de première ronde au repêchage d'entrée dans la KHL 2010. Il remporte la Coupe Kharlamov 2011 avec la Krasnaïa Armia, équipe réserve du CKSA Moscou dans la Molodiojnaïa Hokkeïnaïa Liga.

### Carrière internationale
Il a représenté la Russie en sélections jeunes. Il prend part au Défi ADT Canada-Russie de 2007.